# Eclissi solare del 9 maggio 2032
L'eclissi solare del 9 maggio 2032 è un evento astronomico che avrà luogo il suddetto giorno attorno alle ore 21:07 UTC.